# 241538 Chudniv
241538 Chudniv è un asteroide della fascia principale. Scoperto nel 2010, presenta un'orbita caratterizzata da un semiasse maggiore pari a 2,7630620 UA e da un'eccentricità di 0,1239267, inclinata di 11,01285° rispetto all'eclittica.